# Bahnstrecke Köditzberg–Königsee
| |                         |                |                |
| Kursbuchstrecke: | 163a (1934) 188a (1944) |                |                |
| Streckenlänge: | 4,60 km                 |                |                |
| Spurweite: | 1435 mm (Normalspur)    |                |                |
| |                         |                |                |
| \| \| \| von Rottenbach \| \| \| \| 0,00 \| Köditzberg \| Köditzberg \| \| \| \| nach Katzhütte \| \| \| \| 1,05 \| Unterköditz \| Unterköditz \| \| \| 4,60 \| Königsee \| Königsee \| |                         |                |                |
| Strecke |                         | von Rottenbach | von Rottenbach |
| ehemaliger Bahnhof | 0,00                    | Köditzberg     | Köditzberg     |
| Abzweig ehemals geradeaus und nach links |                         | nach Katzhütte | nach Katzhütte |
| Haltepunkt / Haltestelle (Strecke außer Betrieb) | 1,05                    | Unterköditz    | Unterköditz    |
| Kopfbahnhof Streckenende (Strecke außer Betrieb) | 4,60                    | Königsee       | Königsee       |

Die Bahnstrecke Köditzberg–Königsee war eine Eisenbahnstrecke im Landkreis Saalfeld-Rudolstadt in Thüringen, die die Stadt Königsee ans Eisenbahnnetz anband. 

## Geschichte
Die Bahnstrecke entstand zeitgleich mit der Schwarzatalbahn auf Grundlage eines Staatsvertrags zwischen Preußen (Bauherr) und Schwarzburg-Rudolstadt (Standort) vom 30. Januar 1895. Die Bahnstrecke zwischen Rottenbach und Königsee wurde am 16. Dezember 1899 eröffnet. Ein halbes Jahr später ging auch die Schwarzatalbahn in Betrieb, die am Bahnhof Köditzberg nach Süden abzweigt und bis nach Katzhütte führt. 
Bereits kurz nach der Eröffnung wurden Stimmen aus der Industrie laut, die eine Verlängerung der Bahnstrecke über Königsee hinaus nach Gehren im Westen zur Bahnstrecke Ilmenau–Großbreitenbach forderten, allerdings wurde dieser acht Kilometer lange Lückenschluss nicht mehr verwirklicht. 
1944 verkehrten werktags sieben, sonntags vier Personenzugpaare, die in der Regel zwischen Königsee und Rottenbach fuhren.
Der Personenverkehr auf der Strecke endete am 1. August 1966, die Gesamtstilllegung folgte am 31. Dezember 1972. 

## Streckenverlauf
Die Bahnstrecke begann etwa 2,5 Kilometer westlich von Rottenbach am Trennungsbahnhof Köditzberg und führte von dort durch das Tal der Rinne nach Westen über den Haltepunkt Unterköditz nach Königsee, wo sie am südöstlichen Stadtrand endete.